# Vistarino
Vistarino (lombardul: Vistarén) település Olaszországban, Lombardia régióban, Pavia megyében. Lakosainak száma 1567 fő (2023. január 1.). Vistarino Albuzzano, Copiano, Cura Carpignano, Magherno, Marzano, Roncaro, Torre d’Arese és Filighera községekkel határos.

## Népesség
A település lakossága az elmúlt években az alábbi módon változott:
| Lakosok száma | 1567 | 1553 | 1567 |
|               | 2017 | 2018 | 2023 |